# Makaronizm
Makaronizm – jednostka językowa (wyraz, wyrażenie lub forma gramatyczna, np. fleksyjna) o pochodzeniu obcym wpleciona do wypowiedzi w języku rodzimym; także sposób mówienia i pisania polegający na nasyceniu języka takimi elementami obcymi oraz tekst literacki pisany w stylu makaronicznym, tj. mieszający różne języki (tzw. makaron). Zabieg polegający na użyciu makaronizmów to tzw. makaronizowanie. Określenie nawiązuje do makaronu rozumianego jako obca specjalność kulinarna.
Pierwotnie termin „makaronizm” był odnoszony do wtrąceń łacińskich, charakterystycznych m.in. dla stylu wypowiedzi sarmatów w XVIII wieku. W renesansowych Włoszech ukształtowało się pojęcie poezji makaronicznej, której styl obfitował w wyrazy łączące włoskie tematy leksykalne z łacińskimi końcówkami. Współcześnie wyrazowi temu, choć kojarzonemu z konkretną grupą języków, przypisuje się szerszy zakres semantyczny, określając nim ogólną tendencję do mieszania środków językowych o odmiennym pochodzeniu, obserwowaną na przestrzeni różnych epok i na gruncie różnych języków. Słowo „makaronizm” ma wydźwięk pejoratywny i jest zwykle używane poza tekstami naukowymi; wyraża dezaprobatę wobec tego typu zjawisk językowych. Czasami utożsamia się makaronizmy i barbaryzmy.
Pod koniec XX wieku rozpowszechniły się w wielu językach (także w języku polskim) zapożyczenia i kalki z języka angielskiego, który we współczesnym świecie zastąpił łacinę i francuski w roli lingua franca.
Przykładem użycia makaronizmów może być cytat z Pani Twardowskiej Adama Mickiewicza:

Twardowski ku drzwiom się kwapił

Na takie dictum acerbum,
Diabeł za kontusz ułapił:

„A gdzie jest nobile verbum?”

Przykład makaronizmów niemieckich na gruncie słowackim:

Povedz mi, má milá,

wer hat kemacht,
že nemôžem spat

die kantze nacht?